# Band of Brothers
Band of Brothers (lit. ‘Colla de germans’) és una sèrie de televisió de 10 capítols ambientada a la Segona Guerra Mundial, basada en el llibre homònim escrit per l'historiador i biògraf Stephen Ambrose. Va ser co-produïda per Steven Spielberg i Tom Hanks, després de la seva reeixida col·laboració en la pel·lícula guanyadora de l'Oscar Saving Private Ryan (1998). La sèrie va ser emesa per primera vegada el 2001 per HBO, per emetre's posteriorment en diverses televisions d'arreu del món (a Espanya va ser emesa per Telecinco).
La sèrie se centra en les experiències de la Companyia E del 506è Regiment d'Infanteria Paracaigudista de la 101a Divisió Aerotransportada i, especialment, un dels seus oficials, Richard Winters (interpretat per Damian Lewis), des de l'entrenament bàsic a Toccoa (Geòrgia), a través de les operacions aerotransportades estatunidenques a Normandia, l'operació Horta, el setge de Bastogne i fins al final de la guerra.
Els successos representats en la sèrie estan basats en la recerca d'Ambrose i les entrevistes gravades amb els veterans de la Companyia Easy. Es van prendre algunes llicències literàries durant els episodis. Tots els personatges estan basats en els membres reals de la Companyia Easy; alguns dels quals van aparèixer en entrevistes pregravades com a preludi de cada episodi (les seves identitats no es van mostrar fins al darrer episodi).

## Etimologia del títol
El títol tant del llibre com de la sèrie prové d'un famós discurs d'Enric V d'Anglaterra abans de la batalla d'Azincourt a l'obra de William Shakespeare Enric V, a la tercera escena de l'acte quart:

I Sant Crispí i Sant Crispinià no pasaran 

Des d'ara fins al dia que s'acabi el món 

Sense que tots nosaltres no siguem recordats.
Nosaltres pocs, feliços pocs, 

nosaltres, colla de germans

Perquè els que avui vessin la seva sang amb mi

Seran els meus germans. Qui sigui baix de rang

Serà, des d'aquell dia, alçat a la noblesa. 

Molts cavallers anglesos que s'han quedat al llit

Maleiran el fet de no trobar-se aquí

I trobaran vulgar el seu rang quan escoltin

Algú que hagi lluitat el dia de Sant Crispinià.

And Crispin Crispian shall ne'er go by,

From this day to the ending of the world,

But we in it shall be remember'd;

We few, we happy few, we band of brothers;

For he to-day that sheds his blood with me

Shall be my brother; be he ne'er so vile,

This day shall gentle his condition:

And gentlemen in England now a-bed

Shall think themselves accursed they were not here,

And hold their manhoods cheap whiles any speaks

That fought with us upon Saint Crispin's day.
Wikiquote: Shakespeare King Henry, V

Una versió abreujada del discurs apareix al prefaci del llibre, i també és pronunciada per Carwood Lipton al darrer episodi.
La frase també va ser sovint usada per Horatio Nelson en referir-se als seus capitans subordinats: Tinc la joia de comandar una colla de germans ("I had the happiness to command a band of brothers.")

## Repartiment principal
Com que Band of Brothers se centra enterament en els fets de la Companyia E (Easy) del 506è Regiment de la 101 Divisió Aerotransportada durant la Segona Guerra Mundial, la sèrie té un ampli repartiment, basat en persones reals. El personatge principal és el Major Richard Winters, interpretat per Damian Lewis, qui encapçala el repartiment en la majoria dels episodis i és el protagonista dels episodis "Day of Days", "Crossroads", i l'episodi final, "Points". Tom Hanks, co-productor executiu, explicava que necessitaven un personatge central per lligar la història, i cregueren que Damian Lewis era el millor per fer-ho.
Ron Livingston interpreta al Capità Lewis Nixon, el millor amic del Major Winters i sovint el seu confident. L'episodi "Why We Fight" està centrat en ell, sobretot pels seus problemes d'alcoholisme. El Capità Ronald Speirs, interpretat per Matthew Settle, encapçala la companyia al camp durant la segona meitat de la sèrie, i és objecte de rumors entre els soldats des del tercer episodi "Carentan".
A tots 10 episodis, al costat de Winters i de Nixon, hi ha Donnie Wahlberg com al Tinent de 2a Carwood Lipton. L'episodi "The Breaking Point" se centra en ell i en la importància de la seva tasca en el manteniment de la moral de la Companyia Easy. Scott Grimes com el Sergent de Primera classe Donald Malarkey, i Peter Youngblood Hills, tot i que sense ser citat a la seqüència inicial, és el Sergent Primera classe Darrell "Shifty" Powers.
En 9 episodis apareixen Rick Gomez com el Tècnic de 4a Classe George Luz, Michael Cudlitz com el Sergent Denver "Bull" Randleman, Nicholas Aaron com el Soldat de 1a Classe Robert "Popeye" Wynn, James Madio com el Tècnic de 4a Classe Frank Perconte i Shane Taylor com el Tècnic de 5a Classe Eugene "Doc" Roe. Tant com protagonitzen dos episodis, "Replacements" i "Bastogne" respectivament. El primer narra la fugida de Randleman d'un poble ocupat pels alemanys als Països Baixos, i el darrer les experiències de Roe com a metge durant el Setge de Bastogne.
Neal McDonough com el Tinent de Primera Lynn "Buck" Compton, Dexter Fletcher com el Sergent de Personal John "Pee Wee" Martin, Ross McCall com el Tècnic de 5a Classe Joseph Liebgott apareixen en 8 episodis. Robin Laing com el Soldat de 1a Classe Edward "Babe" Heffron i Philip Barrantini com el Soldat Wayne A. "Skinny" Sisk no són citats a la seqüència inicial, però també apareixen en 8 episodis.
Els rangs citats corresponen als que tenien al final de la Segona Guerra Mundial (15 d'agost de 1945), que es correspon amb el final de la sèrie:
- Damian Lewis com el Major Richard Winters (1918–2011)
- Donnie Wahlberg com el Tinent de Segona Carwood Lipton (1920–2001)
- Ron Livingston com el Capità Lewis Nixon (1918–1995)
- Matthew Settle com el Capità Ronald Speirs (1920–2007)
- Rick Warden com el Tinent de Primera Harry Welsh (1918–1995)
- Frank John Hughes com el Sergent de Personal William "Wild Bill" Guarnere (1922–)
- Scott Grimes com el Sergent de Primera classe Donald Malarkey (1921–)
- Neal McDonough com el Tinent de Primera Lynn "Buck" Compton (1921–2012)
- Rick Gomez com el Tècnic de 4a Classe George Luz (1921–1998)
- Eion Bailey com el Soldat de 1a Classe David Kenyon Webster (1922–1961)
- James Madio com el Tècnic de 4a Classe Frank Perconte (1917-)
- Kirk Acevedo com el Sergent de Personal Joseph Toye (1919–1995)
- Michael Cudlitz com el Sergent Denver "Bull" Randleman (1920–2003)
- Richard Speight, Jr. com el Sergent Warren "Skip" Muck (1922–1945)
- Dexter Fletcher com el Sergent de Personal John Martin (1922–2005)
- Ross McCall com el Tècnic de 5a Classe Joseph Liebgott (1915–1992)
- Shane Taylor com el Tècnic de 5a Classe Eugene "Doc" Roe (1921–1998)
- Peter McCabe com el Caporal Donald Hoobler (1923–1945)
- Robin Laing com el Soldat de 1a Classe Edward "Babe" Heffron (1923-)
- David Schwimmer com el Capità Herbert Sobel (1912-1987)
- Marc Warren com el Soldat Albert Blithe (1923–1967)
- Dale Dye com el Coronel Robert F. Sink (1905–1965)
- Nicholcom el Aaron com el Soldat de 1a Classe Robert "Popeye" Wynn (1921–2000)
- George Calil com el Sergent James H. "Mo" Alley, Jr. (1922–2008)
- Ben Caplan com el Caporal Walter "Smokey" Gordon († 1997)
- Stephen Graham com el Soldat Myron 'Mike' Ranney († 1988)
- Peter Youngblood Hills com el Sergent de Personal Darrel "Shifty" Powers (1923–2009)
- Mark Huberman com el Soldat Lester "Leo" Hashey (1925–2002)
- Tim Matthews com el Tècnic de 5a Classe Alex Penkala (1924-1945)
- Matthew Leitch com el Sergent de 1a Floyd "Tab" Talbert (1923-1982)
- Michael Fassbender com el Sergent de Primera classe Burton P. "Pat" Christenson (1922–1999)
- Doug Allen com el Soldat Alton More (1920–1958)
- Nolan Hemmings com el Sergent de Personal Charles E. "Chuck" Grant (1915–1985)
- Matt Hickey com el Soldat Patrick O'Keefe (1926–2003)
- James McAvoy com el Soldat James W. Miller († 20 de setembre de 1944)
- Tom Hardy com el Soldat John A. Janovec († Maig de 1945)
- Andrew Scott com el Soldat John "Cowboy" Hall (†6 de juny de 1944)
- Stephen McCole com el Tinent de Primera Frederick T. 'Moose' Heyliger († 2001)
- Simon Pegg com el Sergent de 1a William S. Evans († 6 de juny de 1944)
- Kieran O'Brien com el Soldat Allen Vest (1925–2001)
- Douglcom el Spain com el Tècnic de 5a Classe Antonio C. Garcia (1925–2005)
- Rene L. Moreno com el Tècnic de 5a Classe Joseph Ramirez
- Jamie Bamber com el Tinent de Primera Jack E. Foley (1922–)
- David Nicolle com el Tinent de Primera Thomcom el Peacock
- Philip Barrantini com el Soldat Wayne A. "Skinny" Sisk (1922–1999)
- Craig Heaney com el Soldat Roy Cobb
- Rocky Marshall com el Soldat Earl "One Lung" McClung (1923–)
- Jason O'Mara com el Tinent de Primera Thomcom el Meehan III (1921–1944)
- Peter O'Meara com el Tinent de Primera Norman Dike (1918-1985)
- Colin Hanks com el Tinent de Primera Henry Jones
- Iain Robertson com el Soldat George Smith
- Ben Peyton com l'Oficial Cadet Grau Inferior Andrew Hill
- Bart Ruspoli com el Soldat Edward Tipper
- David Gary com el Soldat Carl L. Fenstermaker (1923-1988)
- Simon Schatzberger com el Soldat Joseph Lesniewski (1920-)
- Jimmy Fallon com el Tinent de Segona George Rice[7]

## Episodis

### Currahee
- Direcció: Phil Alden Robinson.
- Guió: Erik Jendresen i Tom Hanks.
- Personatge Principal: Herbert Sobel i Richard Winters.

La Companyia Easy inicia el seu entrenament com a paracaigudistes al Camp Toccoa (estat de Geòrgia, EUA). En aquest episodi són presentats la majoria dels personatges, principalment els tinents Dick Winters i Lewis Nixon. L'episodi se centra principalment en la reacció dels homes davant l'egocèntric i aspre primer comandant de la Easy, el capità Herbert Sobel. No obstant això, durant els entrenaments i exercicis, els homes comencen a dubtar de la capacitat de Sobel en combat, ja que aquest es posa molt nerviós durant les maniobres. Quan ja estan a Anglaterra entrenant i esperant els plans per a la invasió d'Europa, Sobel comet un error en unes maniobres que enfurisma als seus superiors i tracta de deslliurar-se de tota responsabilitat assenyalant a Winters, el seu subordinat. Winters no accepta el càstig i escull una cort marcial. Llavors, els sotsoficials, en un acte de rebel·lia, al·leguen que no volen seguir com a oficials a la companyia Easy i presenten la seva dimissió davant el coronel Robert Sink. Davant els fets, Sink degrada als sergents i trasllada a Sobel com a cap d'una escola per a personal secundari de l'exèrcit (periodistes, capellans, sanitaris) i, en el seu lloc, posa al tinent Thomas Meehan, de la companyia Baker. Al final de l'episodi, al vespre del 5 de juny de 1944, els homes són embarcats i traslladats cap a la costa per saltar sobre Normandia.

### Day of Days (El Dia dels Dies/ El Gran dia)
- Direcció: Richard Loncraine.
- Guió: John Orloff.
- Personatge Principal: Richard Winters.

El Dia D ha arribat, i la Companyia Easy participa en la Invasió, incloent-hi l'Assalt de Brécourt Manor i la pèrdua del tinent Meehan. En aquest episodi mostra principalment la perspectiva del tinent Winters i el seu intent per assolir l'objectiu assignat després d'haver saltat a kilòmetres d'on se suposava que havia de fer-ho. En aquest episodi ha de capturar una posició artillera a Brecourt que dispara sobre la platja Utah. Pel resultat d'aquest assalt, Winters rebé la Creu del Servei Distingit; Lynn "Buck" Compton, William "Wild Bill" Guarnere i Gerald Loraine l'Estrella de Plata i Robert "Popeye" Wynn, Joseph Toye, Myron 'Mike' Ranney, Walter Hendrix, John Plesha, Carwood Lipton i Donald Malarkey l'Estrella de Bronze. Finalment, Winters assumeix la funció de comandant de la Companyia Easy.

### Carentan
- Direcció: Mikael Salomon.
- Guió: E. Max Frye.
- Personatge Principal: Albert Blithe.

La Companyia Easy captura el poble francès de Carentan, i rebutja l'esperat contraatac alemany, tot i que en un escenari molt agitat. El centre d'aquest episodi és el soldat Albert Blithe, que lluita amb la por i amb la sensació de deixar caure als seus companys; a més, apareix el tinent Welsh, que es converteix en un dels caps més valuosos de la companyia.

### Replacements (Reemplaços)
- Direcció: David Nutter.
- Guió: Bruce C. McKenna.
- Personatge Principal: Denver Randleman.

De tornada a Anglaterra, la Companyia Easy rep als reemplaçaments. Winters, ara capità, encapçala la companyia en un assalt aeri sobre Holanda a l'Operació Horta.

### Crossroads (L'encreuament)
- Direcció: Tom Hanks.
- Guió: Erik Jendresen.
- Personatge Principal: Richard Winters.

Winters escriu l'informe d'un combat, mentre que batalla amb la seva consciència per haver mort un soldat alemany adolescent.

### Bastogne
- Direcció: David Leland.
- Guió: Bruce C. McKenna.
- Personatge Principal: Eugene Roe.

La Companyia Easy és enviada a Bastogne (belga) durant el setge d'aquesta ciutat en el marc de la batalla de les Ardenes. Aquest episodi està mostrat des de la perspectiva del Soldat Eugene Roe, un dels dos metges de la Companyia E.

### The Breaking Point (El punt límit)
- Direcció: David Frankel.
- Guió: Graham Yost.
- Personatge Principal: Carwood Lipton.

Il·lustra l'estrès i el cansament producte del combat a Foy (Bèlgica). L'episodi està narrat des de la perspectiva del Sergent Primer Carwood Lipton. El Capità Ronald Speirs es converteix en el nou CO (Commanding Officer) quan el Tt. Dike pateix un atac de pànic durant un assalt i és rellevat del seu càrrec pel Tinent Speirs.

### The Last Patrol(La darrera patrulla)
- Direcció: Tony To.
- Guió: Erik Jendresen i Bruce C. McKenna.
- Personatge Principal: David Webster.

La Companyia Easy és enviada a Haguenau. Aquest episodi està narrat des de la perspectiva de David Webster, un soldat membre la companyia Easy des de l'inici, veterà del Dia-D, però que per no haver estat a Bastogne és tractat com un reemplaçament. Winters és ascendit a Major i Lipton a Tinent de 2a.

### Why We Fight(Per què lluitem?)
- Direcció: David Frankel.
- Guió: John Orloff.
- Personatge Principal: Lewis Nixon.

La Companyia Easy penetra a Alemanya i descobreix un Camp de Concentració Nazi prop de Landsberg (es basa en l'alliberament de Kaufering IV. Està narrat des del punt de vista de Lewis Nixon.

### Points(Punts)
- Direcció: Mikael Salomon.
- Guió: Graham Yost.
- Personatge Principal: Richard Winters.

La Companyia Easy captura el Niu de l'Àliga (Kehlsteinhaus) de Hitler, acaba la guerra a Europa; i ara els homes de la Easy es preparen per a ser enviats al Teatre del Pacífic. Afortunadament, la guerra finalitza i els homes de la Companyia Easy són enviats a casa. Aquest episodi està narrat des del punt de vista del Major Dick Winters.

## Premis
La sèrie va ser nominada per 19 Premis Emmy, guanyant-ne 6, entre ells el de "Millor Mini-sèrie". També guanyà un Globus d'Or com a "Millor Mini-sèrie o Pel·lícula feta per a la Televisió", i un Premi de l'American Film Institute. També guanyà el Premi Writers Guild of America Awards 2003 pel guió de l'episodi 6 (Bastogne)

## Inconsistències i errors històrics
Tant al llibre original com a la sèrie, apareixen diverses inconsistències o errors des del punt de vista històric en major o menor grau. Molt d'elles van ser comentades pels mateixos veterans de la 101:

### Episodi 1: "Currahee"
- En aquest episodi, 13 dels sotsoficials de la Companyia Easy signen una carta dimitint dels seus càrrecs a la Companyia. Això podria com a traïció, amb una possible pena de mort sota la llei militar. El motiu era el rebuig a servir a les ordres del Capità Herbert Sobel, que molts d'ells consideraven com inepte com a líder de combat. Realment, com que Sobel va ser considerat inepte per molts, i els 13 sotsoficials no volien servir amb ell, la dimissió no tingué lloc. Amos Taylor, veterà de la Companyia afirmà que:

El que s'explica a la sèrie, que els sergents tornaven les seves barres, no és veritat. Harris i Ranney van a anar a veure a Winters per explicar-li la situació.

### Episodi 2: "Day of Days"
- En aquest episodi, el soldat Gerald Loraine, conductor del coronel Sink, va a Brecourt Manor amb la Companyia Easy a l'assalt dels canons de 105mm. Mentre que els alemanys es retiren, a la sèrie es mostra com Loraine dispara contra els alemanys però falla tots els trets. En veure-ho, Bill Guarnere se'n fot, i abat ell als alemanys amb la seva metralladora. Realment, Loraine va ser qui va abatre als alemanys després que Guarnere fallés. D'acord amb el llibre, 3 soldats alemanys fugien, dels quals Loraine n'abaté un, Winters a un altre, i Guarnere fallà el seu, que va caure abatut també per Winters. Llavors, Guarnere disparà contra els 3 homes ferits.[8]
- Mentre que assalten la bateria alemanya a Brecourt Manor, Carwood Lipton puja a un arbre per veure millor. Mentre que està al peu de l'arbre i el puja, està armat amb un M1 Garand; però quan està a dalt de l'arbre, està armat amb una carrabina M1.

### Episodi 3: "Carentan"
- Albert Blithe dispara 12 trets amb el seu M1 Garand sense recarregar durant la batalla del Barranc Sagnant[9] quan, en realitat, el M1 només pot disparar-ne 8. El mateix error apareix a l'episodi "Crossroads", quan el capità Winters en dispara 10.
- A la sèrie, Blithe és ferit el dia D+25 mentre investiga una granja, però rebé el Cor Porpra el 25 de juny (D+19) i va ser condecorat a Anglaterra el 29 de juny (D+23)[10] Al llibre d'Ambrose, indica que va ser ferit el 21 de juny (D+15). La Companyia Easy va ser retirada del front el 29 de juny (D+23), rellevada per la 83a Divisió d'Infanteria, tornant a Anglaterra el 12 de juliol (D+36)[11]
- Al final de l'episodi s'afirma que "Albert Blithe mai no es recuperà de les ferides que rebé a Normandia. Va morir el 1948". Els veterans entrevistats durant la realització de la sèrie pensaven que Blithe no s'havia recuperat d'una ferida al coll (quan en realitat va ser a l'espatlla dreta). Això no obstant, Blithe restà al servei actiu, sent condecorat amb l'Estrella de Plata per valentia al combat, va lluitar a la Guerra de Corea i arribà a Sergent Major. Va tenir 2 fills i va morir al desembre de 1967, després de les complicacions quirúrgiques per una úlcera perforada després d'assistir a una cerimònia al Memorial de Bastogne, sent enterrat al Cementeri Nacional d'Arlington amb plens honors militars.[10][12]

### Episodi 4: "Replacements"
- A l'episodi "Replacements", Bob Brewer és disparat al coll per un franctirador alemany a Nuenen. Realment, va ser disparat mentre que el 506 estava entrant a Eindhoven. La batalla que apareix té lloc a Nuene, quan l'autèntica va tenir lloc a Helmond, i els tancs britànics eren tots Cromwells, però en la sèrie apareixen 3 Cromwells i 3 Shermans. Lynn "Buck" Compton puja en un camió 6x6 després de ser disparat al cul, però realment va pujar en un dels dos Cromwell supervivents.[13] Carwood Lipton realment no podia deixar de riure, remarcant que "ets l'únic paio que conec que és ferit amb una bala i obté 4 forats", i Compton respongué que "si pogués baixar d'aquest tanc, et mataria".
- Quan els tancs arriben a Nuenen, Webster diu que Vincent van Gogh va néixer allà. De fet, només hi va viure dos anys, i va néixer a Zundert.
- En la preparació per a l'Operació Horta, el sergent Randleman li diu a un soldat nou "deixa el paracaigudes de reserva, no el necessitaràs. Saltarem baix". Això és incorrecte per a Horta, però no per a Normandia, on la major part dels salts es van fer des de 180 metres o menys, just perquè s'obrís el paracaigudes principal. El salt d'Horta va ser des de molta més alçada, entre els 360 i els 450 metres.[14]

### Episodi 8:The Last Patrol
- D'acord amb el llibre Parachute Infantry: An American Paratrooper's Memoir of D-Day and the Fall of the Third Reich, Richard Winters va ser promogut a Major abans del retorn de David Webster a la Companyia Easy. Però no és fins al final del capítol en què rep la seva promoció.

### Episodi 9: "Why We Fight"
- A l'inici de l'episodi es diu que la data és 11 d'abril de 1945, i es mostra una escena amb la companyia estacionada a Thalem (Alemanya), mirant a civils alemanys netejar els carrers. L'episodi finalitza amb el capità Nixon annunciant la mort de Hitler. Hitler va morir el 30 d'abril de 1945, però l'episodi situa el fet després que la companyia abandonés Landsberg. La Easy va estar allà entre el 25 i el 30 d'abril de 1945, i l'orde d'avançar fins a Berchtesgaden no es donà fins al 3 de maig.[15]
- Donald Malarkey apareix incorrectament com a present al camp de concentració i posteriorment a la captura del Niu de les Àligues. Realment, llavors estava a l'hospital recuperant-se de les ferides rebudes.

### Episodi 10: "Points"
- La sèrie estableix que va ser la companyia Easy la primera unitat a Berchtesgaden i al Niu de l'Àliga, capturant el poble i la zona sense incidents. Els historiadors generalment identifiquen a les primeres tropes aliades en arribar a aquella zona com la 3a Divisió d'Infanteria qui assegurà Berchtesgaden i Berghof, a la qual va seguir la 2a Divisió Blindada Francesa, i després el 1r Batalló de la Companyia C del 506. Això, tanmateix, podria ser incorrecte: el 2n Batalló del 506 arribà a Berchteshaden per una ruta diferent, perdent a diversos homes en batusses contra tropes alemanyes que usaven canons de 88mm. Recentment s'ha renovat la controvèrsia, car al llibre "Beyond Band of Brothers", el major Winters declara que "El Major General John O'Daniel, de la 3a Divisió d'Infanteria, realment s'apropà fins a Salzburg sense confrontacions, i és possible que enviés exploradors a Berchtesgaden abans que nosaltres hi arribéssim; però deixem que els fets parlin per si mateixos: si la 3a Divisió va ser la primera a arribar, a on se'n van anar? Berchtesgaden és un poble petit. Quan jo hi vaig entrar amb el tinent Walsh, cap de nosaltres hi va veure a ningú, llevat del personal de l'hotel. El club d'oficials de Göring la seva enorme bodega haurien cridat l'atenció d'algun francès de la 2a Blindada o de la 3a d'Infanteria. Trobo inconcebible imaginar que si la 3a d'Infanteria va estar allà abans, haguessin deixat aquells meravellosos cotxes Mercedes intactes per als nostres homes".
- Al final de l'episodi, el Major Winters accepta la rendició d'un coronel alemany, qui li ofereix una pistola Luger. A l'escena, Winters li diu que la guardi; però en el DVD de material addicional, Winters recorda l'incident i mostra la pistola, una Walther PPK, que mai no havia estat disparada.